# Austrolimnophila caparaoensis
Austrolimnophila caparaoensis är en tvåvingeart som beskrevs av Alexander 1944. Austrolimnophila caparaoensis ingår i släktet Austrolimnophila och familjen småharkrankar. Inga underarter finns listade i Catalogue of Life.